# 고이즈미 요시오
고이즈미 요시오(일본어: 小泉 佳穂, 1996년 10월 5일 ~ )은 일본의 축구 선수로 포지션은 공격형 미드필더, 중앙 미드필더이며 현재 J1리그 가시와 레이솔 소속이다.

## 구단 경력
그는 2019년 J2리그의 FC 류큐에 입단했다. 2020년까지 50경기에 출전하여, 6득점을 넣었다. 2021년 J1리그의 우라와 레즈로 이적했다. 2021년에 천황배 우승을 차지했다. 2024년까지 107경기에 출전하여, 6득점을 넣었다. 2025년 가시와 레이솔로 이적했다.